# Hendrik VI, deel 2

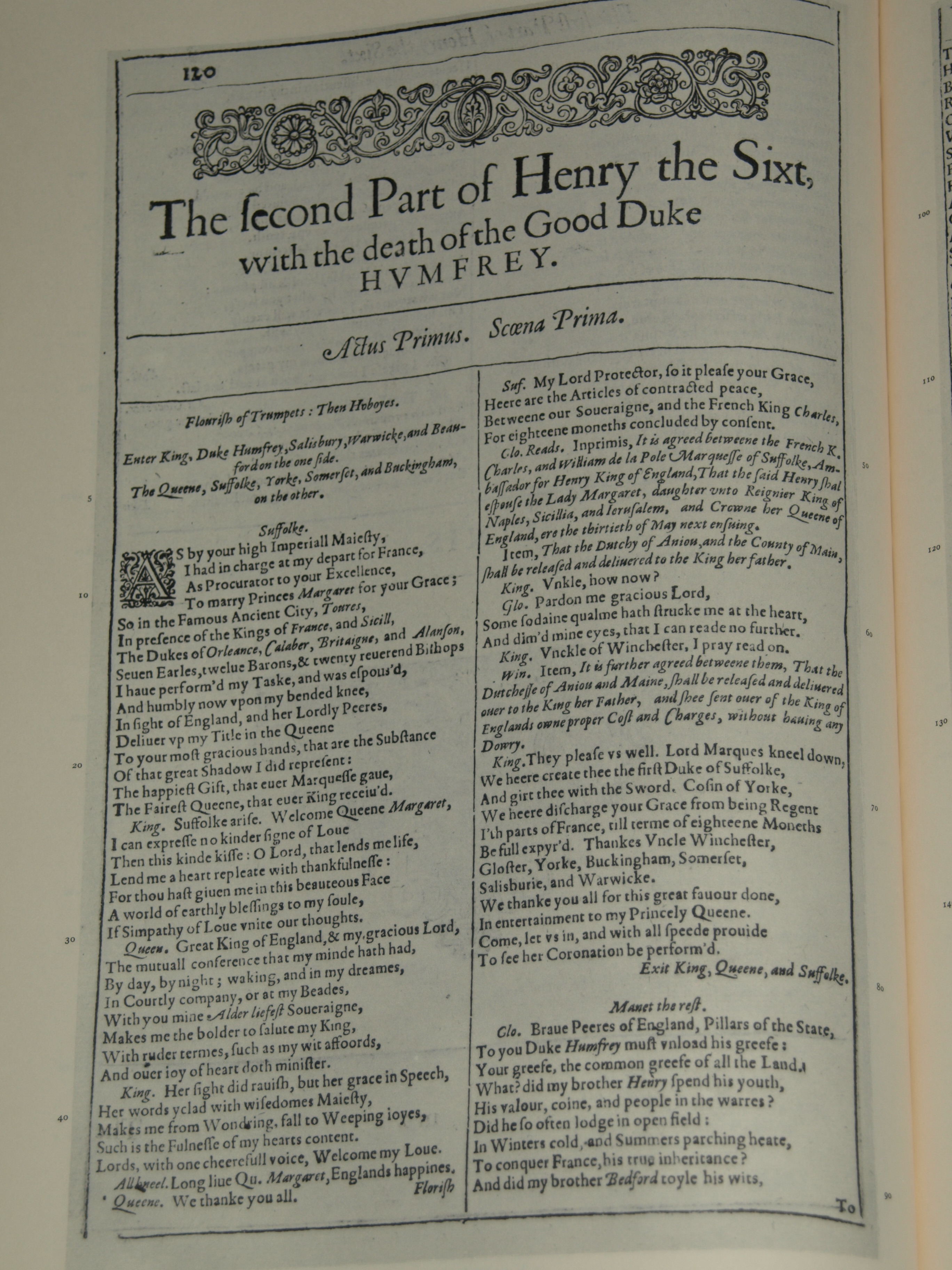
Titelpagina van The Second Part of Henry the Sixt, with the death of the Good Duke Humfrey in de First Folio, 1623.

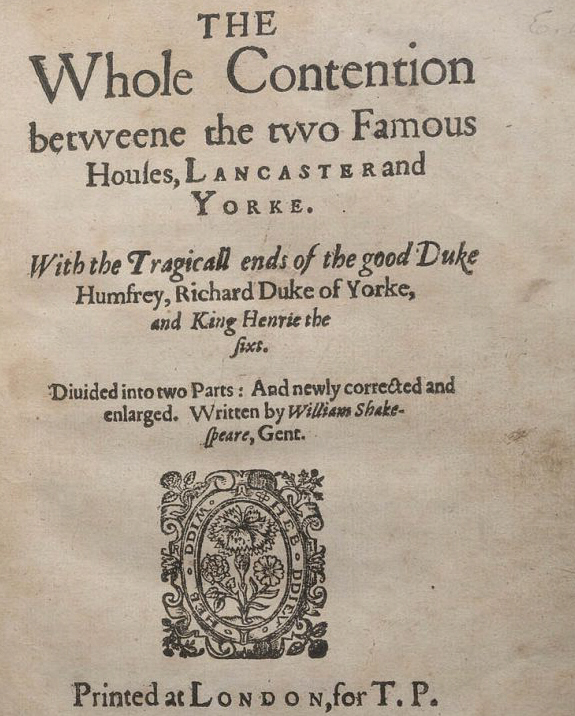
Titelpagina in de False Folio, 1619.

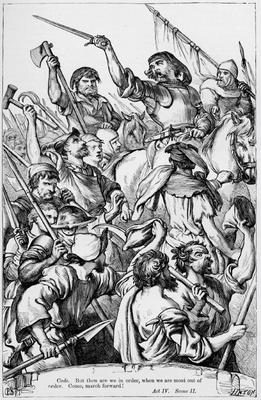
Jack Cade in de vierde akte. Prent door Henry Courtney Selous, 1830.

Hendrik VI, deel 2 (Engelse titel: The Second Part of King Henry the Sixth) is een van de eerste toneelstukken van William Shakespeare, vermoedelijk ontstaan in de periode 1590-1591. De titel wordt ook weergegeven als Henry VI, Part 2 en als 2 Henry VI. De tweede editie van The Oxford Shakespeare grijpt terug naar de oorspronkelijke titel, voor de First Folio verscheen: The First Part of the Contention of the Two Famous Houses of York and Lancaster.
Het historiestuk is het middelste deel van een trilogie koningsdrama's rond Hendrik VI, die koning van Engeland was van 1422 tot 1461 en in 1470 en 1471. Waar Part 1 het verlies van de overzeese gebieden in Frankrijk en de politieke machinaties voorafgaand aan de Rozenoorlogen beschrijft, en Part 3 ingaat op de verschrikkingen van de oorlogen zelf, behandelt Part 2 de onmogelijkheid van de koning om zijn gezag te doen gelden, de dood van zijn vertrouwde raadsheer hertog Humfred van Gloucester, de opkomst van de machtige hertog Richard van York en de onafwendbaarheid van een gewapende krachtmeting. Het stuk eindigt met de eerste veldslag van de oorlog, de Eerste Slag bij St Albans.
Henry VI, Part 2 heeft de grootste rolbezetting van alle stukken van Shakespeare, en wordt gezien als het beste deel van de trilogie. Van de vele auteurs die in de Elizabethan Age over de Rozenoorlogen schreven, was Shakespeare de meest ambitieuze. De ontwikkeling van het drama is het meest vernieuwend in zijn werk en politiek is hij het scherpst. Met deze tragische, realistische toneelstukken vestigde Shakespeare in de jaren tussen 1592 en 1597 zijn reputatie als dramaschrijver.

## Datering
De trilogie over Henry VI is mogelijk niet in chronologische volgorde geschreven. Afgaande op de aangesneden thema's, indeling en lengte van de stukken, werd Part 1 vermoedelijk geschreven als prequel na het succes van de andere delen. Dat het laatste deel bedoeld is als een vervolg op Part 2, wordt niet betwijfeld, gezien de overeenkomstige oorspronkelijke titels. De huidige titels werden het eerst gebruikt in de First Folio in 1623. De drie stukken worden vaak samen met Richard III gegroepeerd in een tetralogie, waarin de hele saga van de Rozenoorlogen aan bod komt, vanaf de dood van Henry V in 1422 tot aan de machtsovername door Henry VII in 1485.
Het stuk van de trilogie dat Shakespeare eerst schreef, deze King Henry VI, Part 2, was oorspronkelijk - in de Quarto van 1594 - getiteld The First part of the Contention betwixt the two famous Houses of Yorke and Lancaster, with the death of the good Duke Humphrey: And the banishment and death of the Duke of Suffolke, and the Tragicall end of the proud Cardinal of Winchester, with the notable Rebellion of Jack Cade: and the Duke of Yorke's first claim unto the Crowne. Het werd ingeschreven in het Stationers' Register op 12 maart 1594. Later dat jaar werd het uitgegeven, gedrukt op quartoformaat.
Het volgende deel, nu bekend als Henry VI Part 3, werd in 1595 ingeschreven en gepubliceerd in octavo als The True Tragedie of Richard Duke of Yorke, and the death of good King Henrie the Sixt, with the Whole Contention betweene the two Houses Lancaster and Yorke. In de False Folio van 1619, de eerste poging om een overzicht van Shakespeares werk te scheppen, werden beide stukken samengevoegd onder de titel The Whole Contention betweene the Two Famous Houses, Lancaster and Yorke.
Dat de stukken toen al enkele jaren oud waren, blijkt uit een pamflet uit september 1592 getiteld Greene's Groats-worth of Wit, waarin de auteur Robert Greene (volgens de gangbare interpretatie) Shakespeare ervan beschuldigt het succes van beter geschoolde toneelschrijvers te stelen:
there is an upstart Crow, beautified with our feathers, that with his Tygers hart wrapt in a Players hyde, supposes he is as well able to bombast out a blanke verse as the best of you
daar is een parvenu kraai, opgedoft met onze veren, die met zijn tijgerhart in de huid van een toneelspeler denkt dat hij net zo goed een blank vers uit zijn mouw kan schudden als de besten onder jullie
De zin bevat een directe verwijzing naar Henry VI Part 3, waar in de vierde scène van het eerste bedrijf de hertog van York een verwijt maakt aan het adres van koningin Margaret:
O tiger's heart wrapp'd in a woman's hide
O tijgerhart, gewikkeld in een vrouwenhuid!
Op 23 juni 1592 waren de theaters in Londen gesloten in verband met een pestuitbraak. Part 3 moet dus voor die tijd bekend zijn geworden, en als Part 2 reeds daarvoor was opgevoerd, dan is 1590-1591 een aannemelijke datering voor het ontstaan.

## Dramatis personae
Hoofdrollen:
- Koning Henry VI.
- Humphrey, hertog van Gloucester, oom van Henry.
- Henry Beaufort, bisschop van Winchester, oudoom van Henry.
- Richard Plantagenet, hertog van York.
- Edward en Richard, zijn zoons.
- Hertog van Somerset.
- Hertog van Suffolk.
- Hertog van Buckingham.
- Lord Clifford.
- Young Clifford, zijn zoon.
- Graaf van Salisbury.
- Graaf van Warwick, zijn zoon.

Vrouwelijke rollen:
- Koningin Margaret, gemalin van Henry VI.
- Eleanor, hertogin van Gloucester.
- Margaret Jourdain, een heks.
- Vrouw van Simpcox.

Overigen:
- Lord Scales, de Lord High Treasurer.
- Lord Say.
- Sir Humphrey Stafford, en William Stafford, zijn broer.
- Sir John Stanley, gouverneur van Man.
- Sheriff of London.
- Vaux, een boodschapper.
- Een zeekapitein, bootsman en tweede bootsman, en Walter Whitmore, matroos.
- Twee heren, medegevangenen van Suffolk.
- John Hume en John Southwell, priesters.
- Roger Bolingbroke, een goochelaar.
- Thomas Horner, een wapenmaker, en Peter, zijn hulp.
- Emmanuel, bestuurder van Chatham.
- Burgemeester van St Albans.
- Simpcox, een bedrieger.
- Alexander Iden, een heer uit Kent.
- Jack Cade, een rebel.
- George Bevis, John Holland, Dick de slager, Smith de wever, Michael, etc., volgelingen van Cade.
- Twee moordenaars.

Daarnaast zijn er bijrollen voor diverse heren, dames, hovelingen, wethouders, een heraut, een kerkbaljuw, burgers, officiers, valkeniers, soldaten en boodschappers.

## Synopsis
Het stuk opent met het huwelijk van koning Henry VI van England met Margaret van Anjou. Zij is een vertrouwelinge van William de la Pole, de graaf van Suffolk, die met haar hulp de koning wil beïnvloeden. Grootste hindernis daarbij is de hertog van Gloucester, Humphrey, die zeer geliefd is bij het volk en de koning. De vrouw van Gloucester heeft echter eigen plannen voor de troonopvolging en laat zich door een handlanger van Suffolk overhalen in zich te verdiepen in necromantie. Ze roept een geest op die een vage toekomstvoorspelling doet, maar voordat de séance voorbij is, wordt ze gearresteerd. Dit verzwakt de positie van Gloucester. Suffolk zweert samen met kardinaal Beaufort van Winchester en de hertog van Somerset om Gloucester ten val te brengen. Hij beschuldigt Gloucester van verraad en laat hem gevangen zetten, maar voor Gloucester kan worden verhoord, laat Suffolk hem ombrengen. Ondertussen maakt Richard, de derde hertog van York, zijn eigen claim op de troon bekend aan de graven van Salisbury en Warwick, die beloven hem te zullen steunen. Hij stamt af van de derde zoon van Edward III en Henry van de vierde.
Suffolk wordt verbannen voor zijn aandeel in de dood van Gloucester. Winchester wordt ziek en sterft, terwijl hij God vervloekt. Margaret zet zich in voor de terugkeer van Suffolk, maar hij wordt gedood door piraten en alleen zijn hoofd wordt teruggebracht naar het hof. York wordt aangesteld als leider van een leger dat een opstand in Ierland moet onderduiken. Voor zijn vertrek spreekt hij af met een voormalige ondergeschikte, Jack Cade, dat deze een volksopstand zal ontketenen om de positie van Henry aan het wankelen te brengen. Terwijl York in Ierland is, gaat Cade aan de slag. In eerste opzet slaagt de opstand. Cade roept zichzelf uit tot burgemeester van Londen, maar Clifford weet het volk te overtuigen om trouw aan Henry te blijven. Cade wordt afgezet en enkele dagen later vermoord.
York keert met zijn leger terug uit Ierland onder het voorwendsel dat hij de koning wil beschermen tegen de dubieuze Somerset. Als de koning deze bescherming weigert, maakt York zijn ware intentie bekend. Hij wordt gesteund door zijn zoons, Edward en Richard. De Engelse adel moet nu partij kiezen, en er vormen zich twee kampen. Sommigen steunen het Huis York, anderen Henry en het Huis Lancaster. Het komt tot een treffen op het slagveld van St Albans, waar Somerset en Clifford sneuvelen. Radeloos keert Henry terug naar Londen, op de hielen gezeten door York, Edward, Richard, Warwick en Salisbury.

## Opvoeringen
De eerste voorstelling van Henry VI, Part 2 waarover enige zekerheid bestaat, was op 23 april 1864 (Shakespeares driehonderdste geboortedag) in het Londense Surrey Theatre. De regisseur James Anderson speelde ook de rollen van York en Cade. Hierover schreef The Illustrated London News: "It is a revival, or rather restoration to the stage, of an utterly neglected work, which has not been played for 270 years." (Het is een herleving, of beter een restauratie op het toneel, van een volkomen verwaarloosd werk, dat 270 jaar niet is gespeeld.) Ook het aantal Hollywoodverfilmingen van de koningsstukken is opvallend laag in vergelijking met ander werk van Shakespeare. De BBC maakte drie maal een televisiefilm van het stuk, 1960, 1965 en 1981.
- Gemeinsame Normdatei: 4487954-4
- Library of Congress Control Number: n83230234
- Nationale Bibliotheek van Israël: 987007315705605171
- Virtual International Authority File: 303463240